# Helena Corbellini
Helena Corbellini, vollständiger Name Gloria Helena Corbellini Troche, (* 7. Januar 1959 in Montevideo, Uruguay) ist eine uruguayische Schriftstellerin und Dozentin.

## Leben und Wirken
Corbellini schloss 1982 ihre Literaturausbildung am Instituto de Profesores Artigas (IPA) erfolgreich ab. Sie war Herausgeberin der in Maldonado erscheinenden Zeitschrift Asterisco. Als Kulturjournalistin arbeitete sie für Zeta, El País Cultural, El País de los Domingos, La República und Brecha. Auch war sie als Kolumnistin für die auf CX26 SODRE ausgestrahlte Radio-Sendung Sopa de letras tätig.
Des Weiteren gründete sie in Montevideo gemeinsam mit Elbio Rodríguez Barilari den literarischen Workshop Pent House und war überdies auch an zwei weiteren Workshops (Talleres Literarios) -  mit solchen war sie bereits seit 1987 befasst - koordinierend beteiligt. Dies waren derjenige der Notarkammer (Asociación de Escribanos) und des Casa de la Cultura von Maldonado. 1999 und 2000 organisierte sie gemeinsam mit Elder Silva und Alvaro Echaider das Poesie-Festival Tertulias Lunáticas. Zu Beginn des 21. Jahrhunderts ist für sie in Colonia eine Tätigkeit als Dozentin für Literaturtheorie am dortigen Centro Regional de Profesores del Suroeste verzeichnet.
Corbellinis literarisches Werk umfasst unter anderem die beiden 1995 und 2000 erschienenen Romane Laura Sparsi und La novia secreta del Corto Maltés. Vom Uruguayischen Bildungs- und Kulturministerium (MEC) wurde sie 1999 mit dem Dritten Preis des Nationalpreises der Erzählkunst in der Sparte Unveröffentlichtes für ihren Kurzgeschichtenband Pterodáctilos und 2000 mit dem Zweiten Preis des Nationalpreises der Poesie für Círculo de sangre ausgezeichnet.

## Veröffentlichungen (Auszug)
- 1990: Roberto Arlt - La isla desierta
- 1992: Manuscrito hallado al este del Edén, erschienen bei Ed.Mirador
- 1995: Escrituras secretas, für die Notarkammer herausgegebene Anthologie
- 1995: Laura Sparsi, erschienen bei Cal y Canto, Roman
- 2000: La novia secreta del Corto Maltés, erschienen bei Ed.Fin de Siglo, Roman

## Auszeichnungen (Auszug)
- 1999: Dritter Preis des Nationalpreises der Erzählkunst in der Sparte Unveröffentlichtes für Pterodáctilos
- 2000: Zweiter Preis des Nationalpreises der Poesie für Círculo de sangre
- 2006: Ehrenbürgerin (Ciudadana Ilustre) der bolivianischen Stadt Sucre
- 2009: Erwähnung im Literaturwettbewerb der Intendencia Municipal von Montevideo für El sublevado